# Alberto Cardemil
Alberto Eugenio Cardemil Herrera  (Chimbarongo, 1 de noviembre de 1945) es un abogado, árbitro concursal y político chileno, militante del partido Renovación Nacional (RN).
Durante la dictadura militar ocupó el cargo de subsecretario del Interior. Posteriormente, entre 1994 y 2014, se desempeñó como diputado por el distrito 22 (Santiago). Durante el segundo gobierno de Sebastián Piñera fue Secretario Regional Ministerial de Hacienda del Maule.
Actualmente es profesor de Historia del Derecho en la Universidad Santo Tomás, también ha sido docente de la UNIACC y de la Universidad Diego Portales, miembro del comité de opinión pública semanal de Copesa y consultor en temas culturales de la Federación del Rodeo Chileno y de la Federación Criadores de Caballos Raza Chilena, frecuente articulista de revistas y periódicos, además de dedicarse al rodeo, la crianza, el cultivo y tradiciones chilenas.
Cardemil también pertenece a una familia con mucha tradición en el rodeo chileno. Su padre, Ramón, con sus siete títulos nacionales, fue uno de los máximos exponentes de este deporte. Ha logrado clasificar en reiteradas oportunidades al Campeonato Nacional de Rodeo, donde alcanzó el cuarto lugar en 1974 y en 1998, haciendo collera con su padre y con Alfonso Navarro, respectivamente.

## Biografía

### Primeros años
Su padre fue el destacado jinete Ramón Cardemil. Realizó sus estudios primarios y secundarios en el Instituto San Martín de los Hermanos Maristas de Curicó.
Estudió derecho en la Pontificia Universidad Católica de Chile, y tras egresar, siguió estudios de posgrado en el magíster en Ciencias Políticas en la Universidad de Chile y luego en la Universidad de Salamanca, España.
Está casado desde 1973 con la poetisa Loreto Palacios Rodríguez. Tiene cuatro hijos: Alberto, Juan Cristóbal, María Javiera, Juan de Dios y 9 nietos. 

### Carrera política

#### Dictadura militar
Participó en la Corporación Privada de Desarrollo de Curicó, para luego incorporarse a diferentes cargos dentro de la dictadura militar chilena, inicialmente como asesor del Ministerio de Agricultura. Posteriormente, se desempeñó como vicepresidente ejecutivo del Instituto de Desarrollo Agropecuario (INDAP).
En mayo de 1984, Cardemil fue nombrado Subsecretario del Interior. En su rol de vocero de la dictadura militar, estuvo encargado de organizar la visita a Chile del papa Juan Pablo II a Chile y entregar los cómputos del plebiscito de 1988. Pese a que las cifras iniciales relatadas por Cardemil, con la información de un número reducido de mesas, presagiaban una victoria de la continuidad de Augusto Pinochet, finalmente informó el triunfo de la opción "No", lo cual permitiría el fin de la dictadura militar.

#### Diputado
Con el advenimiento de la democracia, fue uno de los fundadores del partido Renovación Nacional y en las elecciones parlamentarias de 1989 se postuló a senador por la Circunscripción N.° 10 del Maule Norte. Obtuvo la segunda mayoría con un 24,59 % de los votos, pero no resultó elegido al ser desplazado por el PPD Jaime Gazmuri debido al sistema binominal.
En las elecciones parlamentarias de 1993 fue elegido diputado del distrito Santiago Centro, y fue reelecto desde esa oportunidad hasta las elecciones 2009. Entre 1999 y 2001 fue presidente de Renovación Nacional, pero en 2005 renunció al partido, cuando su correligionario Sebastián Piñera fue proclamado como candidato a la presidencia, y decidió alinearse como independiente con la Unión Demócrata Independiente, apoyando a Joaquín Lavín, competidor directo de Piñera dentro de la Alianza por Chile.
Tras la derrota de Lavín, Cardemil anunció su apoyo a Sebastián Piñera en la segunda vuelta, y en 2008 se reintegró a su partido de origen.

#### Caso Penta
En julio de 2015, Cardemil fue formalizado por «delitos tributarios» en el contexto del Caso Penta, junto a Jovino Novoa (UDI). Los cargos en su contra fueron la emisión de boletas por servicios presuntamente inexistentes emitidas a la empresa Penta y a la minera del ex yerno de Augusto Pinochet, Julio Ponce Lerou, por un monto de alrededor de 24 millones de pesos. Cardemil no pudo salir del país durante el período en que estuvo formalizado.
Al mes siguiente, por decisión del fiscal Gajardo se decidió la suspensión del procedimiento, lo que significó pagar la suma de 10 millones de pesos a beneficio fiscal. Luego fue absuelto definitivamente. Sumado a lo anterior, debía establecerse en un único domicilio en Curicó y firmar durante un año de forma mensual en dicha ciudad. En marzo de 2018, cinco meses antes de cumplir dicha condena, fue designado como Seremi de Hacienda por el recién iniciado Segundo gobierno de Sebastián Piñera, lo que fue criticado por los medios.

#### Seremi
En marzo de 2018 fue nombrado Secretario Regional Ministerial de Hacienda del Maule por el recién iniciado segundo gobierno de Sebastián Piñera.

## Historial electoral

### Elecciones parlamentarias de 1989
- Elecciones parlamentarias de 1989, para la Circunscripción 10, Maule Norte [8]

### Elecciones parlamentarias de 1993
- Elecciones parlamentarias de 1993, para el Distrito 22, Santiago [9]

### Elecciones parlamentarias de 1997
- Elecciones parlamentarias de 1997, para el Distrito 22, Santiago[10]

### Elecciones parlamentarias de 2001
- Elecciones parlamentarias de 2001, para el Distrito 22, Santiago[11]

### Elecciones parlamentarias de 2005
- Elecciones parlamentarias de 2005, para el Distrito 22, Santiago[12]

### Elecciones parlamentarias de 2009
- Elecciones parlamentarias de 2009, para el Distrito 22, Santiago[13]

### Elecciones parlamentarias de 2013
- Elecciones parlamentarias de 2013 a Senador por la Circunscripción 9 (Región de O´Higgins)[14]

## Obras
- 2003: Refranes y moralejas de Chile
- 1999: El huaso chileno
- 1997: El camino de la utopía
- 1990: Apuntes para la restauración democrática